# Beate Baumann
Beate Baumann (født 28. Juli 1963 i Osnabrück) er en tysk politisk rådgiver. Hun var kontorchef i Forbundskansleriet under Angela Merkel fra 2005 til 2021 og var derudover særlig rådgiver for kansleren sammen med Eva Christiansen.

## Liv
Efter afsluttet studentereksamen fra Gymnasium Carolinum i Osnabrück studerede Baumann engelsk og tysk sprog og litteratur i Münster og Cambridge og bestod sin statseksamen i Münster i 1990. Allerede medens Baumann studerede, var hun politisk aktiv, f.eks. var hun medlem af forretningsudvalget i Junge Union i Niedersachsen. Senere blev hun i 1992, på anbefaling af Christian Wulff, Angela Merkels rådgiver i Ungdomsministeriet og flyttede med som kontorchef, da Merkel blev miljøminister i 1995. Da Merkel blev valgt som generalsekretær for CDU i 1998 fulgte Baumann med til Konrad-Adenauer-Haus, hvor hun også kortvarigt var leder af planlægningsafdelingen. Baumann fulgte Merkel videre, da hun ved siden af sit hverv som formand for CDU blev formand for CDU/CSU-parlamentsfraktionen i Forbundsdagen i 2002, hvor Baumann blev kontorchef i Jakob-Kaiser-Haus. Da Merkel blev valgt til forbundskansler, blev Baumann kontorchef i Forbundskansleriet, hvor hun sad fra d. 22. november 2005 til d. 8. december 2021. Sammen med bl.a. Eva Christiansen, var Baumann en af de nærmeste rådgivere for Merkel og deltog således også i kanslerens morgenbriefinger. Baumann blev set som en af de mest magtfulde kvinder i CDU og tysk politik.

## Biografi om Angela Merkel
I 2024 udgav Baumann og Merkel sammen biografien 'Freiheit - Erinnerungen 1954 - 2021', der udkom på flere forskellige sprog, på dansk 'Frihed'. Merkel har udtalt, at bogen var en fælles process, hvor de hver skrev forskellige dele af biografien.